# Giuse Mã Anh Lâm
Giuse Mã Anh Lâm (sinh 1965, tiếng Anh:Joseph Ma Ying-lin, tiếng Trung: 馬英林) là một giám mục được tấn phong trái phép do sức ép của chính quyền Trung Quốc. Ông được chính quyền trao cho chức vụ Tổng giám mục Tổng giáo phận Côn Minh. Tổng giám mục Mã được giải vạ tuyệt thông vào ngày 22 tháng 9 năm 2018.

## Tiểu sử
Tổng giám mục Giuse Mã Anh lâm sinh tại Trung Quốc ngày 22 tháng 4 năm 1965. Sau quá trình tu tập theo Giáo luật, ngày 6 tháng 8 năm 1989, Phó tế Mã Anh Lâm được thụ phong chức vụ linh mục. Năm 2006, chính quyền Trung Quốc "đề nghị" bổ nhiệm linh mục lâm làm Tổng giám mục Côn Minh. Chưa chờ được phép chuẩn từ phía Giáo hoàng - Giáo hội Công giáo, ngày 30 tháng 4 năm 2006, với sức ép, lễ tấn phong cho tân giám mục "được chọn" này đã được cử hành. Tân giám mục chọn khẩu hiệu: Ad majorem Dei gloriam / 愈顯主榮 Với danh nghĩa được bổ nhiệm, ông được chính quyền xem là Tổng giám mục Côn Minh, còn đối với giáo họi Công giáo, Tổng giáo phận Côn Minh hiện đang trống tòa. Trước đó, Tổng giáo phận Côn Minh cũng có bổ nhiệm linh mục Lawrence Trương Văn Xương làm linh mục Giám quản, từ năm 2000, và linh mục này đã qua đời ngày 5 tháng 2 năm 2012.
Vào tháng 10 năm 2016, dẫn các nguồn tin cho hay Tòa Thánh sẽ công nhận bốn giám mục mà Trung Quốc tự phong chức, trong đó có Tổng giám mục Mã Anh Lâm.
Kể từ ngày 22 tháng 9 năm 2018, ông đã hiệp thông được với Giáo hội Công giáo Rôma.